# Один пропущенный звонок (фильм, 2008)
«Один пропущенный звонок» (англ. One Missed Call, 2008) — американский ремейк одноимённого японского фильма ужасов (Chakushin Ari). Картина получила крайне негативные отзывы критики (так, по состоянию на июнь 2021 года, все 81 рецензии на сайте Rotten Tomatoes были отрицательными).

## Сюжет
Пожар в Святых Луках:
Огонь заполнил всё здание. Пожарные тушат пожар, как могут. Из горящей больницы вынесли пациентов, которые выжили.Маленькая девочка сидела на кушетке, накрытая одеялом. Врач спросила: Где твоя мама? Девочка лишь промолчала, смотря на окно, которое горело. Минута и впереди больницы стоит сгорающая Мэри Лэйтон.
Фильм начинается с того что, девушка Шелли сидит за столом, собираясь начать писать конспект как вдруг её позвала кошка Луна. Девушка оборачивается, а кошки нет. Девушка идет к пруду, садится на колени и смотрит в воду. Вдруг её позвала кошка, сидящая на стуле. Через минуту вылезает рука из воды и утягивает девушку под воду. С кошкой происходит так же.
Настоящее время. У Бэт Рэймонд вечеринка. Девушка моет салат, в то время Брайн - её друг, смотрит на Тэйлор. Бэт говорит ему, что не стоит так быстро менять девушку на другую. Брайн лишь усмехается над девушкой. Прозвенел звонок. Бэт просит кого-то из гостей открыть дверь. Но никто её не слышит. Тогда девушка идёт к двери и видит перед этим видение, как она маленькая подходит к двери.Это проходит быстро. Открывает дверь и видит Леанн. Девушка говорит ей, что нужно срочно поговорить и наедине. Тогда девушки поднимаются в спальню, где застают целующуюся парочку. Они быстро уходят. Бэт закрывает дверь. Они начинают разговаривать. Неожиданно зазвонил телефон, высветилась Шелли. Девушки пугаются, ведь Шелли утонула в пруду, значит, кто-то звонит с её телефона. Музыка проходит. Бэт берет телефон и слушает голосовое сообщение, в котором Леанн кричит в трубку. Девушки удивляется, как это может быть?Тогда Леанн говорит, что пойдет домой. Бэт провожает её.
Леанн идёт от остановки к электричке при этом чувствует, что за ней наблюдают. Раздаётся колыбельная музыка из телефона Леанн. Девушка пугается, начинает звонить Бэт. Бэт говорит, что сейчас прибежит к ней. К тому моменту Леанн идёт по мосту. Девушке страшно, Бэт уже рядом. Вдруг поднимается такой сильный ветер, что откручиваются болты на перилах и ограда свешивается. Девушку сдувает вниз и не удерживаясь, она падает на поезд, ударяясь 5 раз. Когда проехал поезд, Бэт подбегает к девушке и из рта Леанн вытекает красный леденец.
На следующий день все в университете обсуждают смерть Леанн, что выбешивает Брайна и он уходит с пар. Его догоняет Бэт и спрашивает: что случилось? Брайн достаёт телефон и показывает сообщение, где написано "суббота, 12:55". Бэт прослушивает сообщение, где Брайн говорит: Чёрт, моя дырявая голова. Бэт перед этим видела призрак девочки в костюме. Голова накрыта копюшоном. Брайн не верит в магию, поэтому не воспринимает это серьёз. Бэт, поворачивая голову видит зомби вместо сварщика. Брайн встаёт и переходит дорогу. Бэт кричит Брайну, что он забыл телефон. Переходит дорогу ещё раз и происходит короткое замыкание и железная палка вонзается в грудь Брайна. Из его рта упал красный леденец.
Бэт Рэймонд испугана трагическими смертями четырёх своих друзей, две из которых произошли прямо у неё на глазах. Перед этим жертвы получали телефонные звонки с указанием точных дат и времени их смерти. После смерти во рту у каждого из трупов находили маленькую красную конфету. Во всех случаях люди видели странные вещи незадолго до своей гибели, например, женщину-зомби с коляской, жутких насекомых.
Бэт сообщает обо всех этих странностях в полицию, но там думают, что она не в себе. Однако детектив Джек Эндрюс верит ей, заявляя, что его сестра умерла при похожих обстоятельствах. Вместе они начинают распутывать тайну этой цепочки звонков.
Расследование наводит на некую женщину по имени Мари Лэйтон, которая неоднократно привозила детей с различными травмами в больницу. Бэт с Джеком Эндрюсом едут в дом Мари. Соседка говорит, что квартира пустует уже 2 недели. Обследовав дом, они зашли в детскую и обнаружили медицинский ингалятор. Это значило, что у одной из девочек были приступы астмы. Бэт едет домой, а вместе с ней и Джек Эндрюс, провожая её. Детектив обнаружил круглые ожоги на руке у Бэт. На Бэт начали накатывать вспоминания из детства. Воспоминания: "Маленькая Бэт плакала от боли, а мать лишь насмехалась над этим. Девочка забилась в угол и плакала, а мать лишь сказала: "Ну. Иди поплачься отцу" и ушла. Девочка поднялась и побежала по лестнице посмотрела в глазной кругляшок и увидела ноги повешенного отца". При этом воспоминании Бэт заплакала. Детектив её утешил. А позже уехал.
А убийца по телефонному звонку не останавливался. И жертвой стала Тэйлор. Тогда Бэт придумала попросить парня поменять тариф. Но он лишь развел и сказал, что это их телефоны, пусть делают, что хотят. Бэт сломала телефон Тэйлор и выкинула в канализацию.У порога их дома стоял мужчина и предлагал им помощь. А в конце дал им телефон, на который пришло сообщение. Девушки вернули ему телефон и закрыли дверь.
Тэйлор согласилась на помощь экстрасенса. Экстрасенс решил сделать это как шоу и нашёл место. Бэт, тем временем, случайно наткнулась на статью "Произошёл пожар в больнице Святые Луки", который произошел 2 недели назад. Шоу уже началось. Экстрасенс полил святой водой телефон и начал говорить: изыди демон. Долго говоря эти слова время приближалось к смерти Тэйлор. Бэт не успевает помочь Тэйлор. Слишком поздно. Произошла вспышка и Тэйлор лежала мертвая на столе. Из рта выкатился красный леденец.
Через 2 дня телефон зазвонил и у Бэт. Бэт поняла, что ей надо поскорее найти тело Мари Лэйтон. Бэт позвонила детективу и сказала, что поедет в сгоревшую больницу Святые Луки. Вызвав такси, девушка направилась туда. Приехав, Бэт позвонил детектив и сказал, что сейчас приедет. Бэт сказала, что не нужно. Не открыв главную дверь, девушка обошла здание, подёргала ручку чёрного входа. Заперто. Девушка отвернулась и дверь открылась. Зайдя в помещение, Бэт начала блуждать в поисках тела Мэри Лэйтон. Неожиданно Бэт заметила движение сзади и повернулась. От этого девушка испугалась. Но это оказался детектив Джек Эндрюс. Вместе они пошли на поиски. Перед кабинетом кардиологии появился призрак женщины. Они зашли туда. Детектив начал светить фонариком вокруг помещения и в одном из углов оказался призрак Мари, который откидывает детектива из помещения. Бэт хочет помочь Джеку, но не может. Дверь закрылась. Откинулась вентиляционная решетка. Бэт приняла это как знак. Ползя по трубе девушка находит тело женщины.Женщина обгорела в пожаре. В руках у неё телефон. На который начали звонить. Бэт разбила телефон. Голова трупа задвигалась и прижала девушку к стене. Бэт начала умолять оставить её в живых. В то время детектив очнулся и выбил дверь.

## В ролях
| Актёр                | Роль                 |
| -------------------- | -------------------- |
| Шаннин Соссамон      | Бэт Рэймонд          |
| Эдвард Бёрнс         | детектив Джек Эндрюс |
| Ана Клаудия Таланкон | Тэйлор Энтони        |
| Джонни Льюис         | Брайан Соуз          |
| Азура Скай           | Леанн Коул           |
| Рэй Уайз             | Тэд Саммерс          |
| Рода Гриффис         | Мария Лэйтон         |
| Ариэль Уинтер        | Элли Лэйтон          |
| Рэган Лэмб           | Лорел Лэйтон         |
| Сара Джин Кубик      | Элли — призрак       |

## Восприятие
Бюджет фильма составил 20 млн долларов. В прокате с 4 января по 13 марта 2008 года. В первые выходные собрал 12,5 млн долларов (5 место). Наибольшее число показов в 2240 кинотеатрах единовременно. За время проката собрал в мире 45,8 млн долларов (97 место по итогам года) из них 26,8 млн в США (102 место по итогам года) и 18,9 млн в остальном мире. В странах СНГ фильм шёл с 28 февраля по 13 апреля 2008 года и собрал 1,3 млн долларов.
Фильм получил крайне негативные отзывы. На сайте Rotten Tomatoes получил рейтинг 0 %. Metacritic дал только 24 балла из 100 на основании 14 рецензий.